# Чисте (Куявсько-Поморське воєводство)
Чисте (пол. Czyste, нім. Reinfeld) — село в Польщі, у гміні Іновроцлав Іновроцлавського повіту Куявсько-Поморського воєводства.
Населення — 139 осіб (2011).
У 1975-1998 роках село належало до Бидгощського воєводства.

## Демографія
Демографічна структура станом на 31 березня 2011 року:
|          | Загалом | Допрацездатний вік | Працездатний вік | Постпрацездатний вік |
| -------- | ------- | ------------------ | ---------------- | -------------------- |
| Чоловіки | 72      | 6                  | 54               | 12                   |
| Жінки    | 67      | 12                 | 36               | 19                   |
| Разом    | 139     | 18                 | 90               | 31                   |